# USS Case (DD-285)
USS Case (DD-285) là một tàu khu trục lớp Clemson được Hải quân Hoa Kỳ chế tạo vào cuối Chiến tranh Thế giới thứ nhất. Nó là chiếc tàu chiến đầu tiên của Hải quân Hoa Kỳ được đặt theo tên Chuẩn đô đốc Augustus Case (1812-1893), người tham gia cuộc Nội chiến Hoa Kỳ. Case ngừng hoạt động năm 1930 và bị tháo dỡ năm 1931 nhằm tuân thủ quy định hạn chế vũ trang của Hiệp ước Hải quân London.

## Thiết kế và chế tạo
Case được đặt lườn vào ngày 3 tháng 6 năm 1919 tại xưởng tàu Squantum Victory Yard của hãng Bethlehem Shipbuilding Corporation ở Squantum, Massachusetts. Nó được hạ thủy vào ngày 21 tháng 9 năm 1919, được đỡ đầu bởi cô A. R. Case; và được đưa ra hoạt động vào ngày 8 tháng 12 năm 1919 dưới quyền chỉ huy của Hạm trưởng, Trung tá Hải quân C. S. Joyce.

## Lịch sử hoạt động
Sau khi được đưa vào hoạt động, Case trình diện để phục vụ cùng Đội khu trục 43 trực thuộc Hạm đội Đại Tây Dương. Từ tháng 1 đến tháng 7 năm 1920, nó hoạt động dọc theo vùng bờ Đông, tham gia các cuộc cơ động mùa Đông tại vùng biển Caribe nơi nó thu thập những thông tin chiến thuật cho Học viện Cao đẳng Chiến tranh Hải quân. Từ tháng 7 năm 1920 đến tháng 12 năm 1921, nó hoạt động với biên chế nhân lực giảm thiểu 50%. Đến tháng 12 năm 1921, nó được bố trí thường trực cùng Đội khu trục 25 cho những hoạt động thường lệ nhằm duy trì tối đa trạng thái sẵn sàng hoạt động. Cùng với các cuộc thực tập tác xạ và thi đua kỹ thuật, nó còn tham gia các cuộc tập trận hạm đội hàng năm.
Từ năm 1924 đến năm 1925, Case đảm nhiệm vai trò soái hạm cho đội của nó, và đã khởi hành cùng đơn vị vào tháng 4 năm 1926 để đi sang Châu Âu, biểu dương lực lượng và viếng thăm thiện chí nhiều cảng tại Anh và Địa Trung Hải. Quay trở về Hoa Kỳ một năm sau đó, nó tiếp tục các hoạt động thường lệ dọc theo vùng bờ Đông và tại vùng biển Caribe. Case được đưa vào danh sách đề nghị tháo dỡ theo những điều khoản hạn chế vũ trang của Hiệp ước Hải quân London vào năm 1929. Nó được cho xuất biên chế tại Philadelphia, Pennsylvania vào ngày 22 tháng 10 năm 1930, và bị bán để tháo dỡ vào ngày 17 tháng 1 năm 1931.